# Атланта (Индијана)
Атланта (енгл. Atlanta) град је у америчкој савезној држави Индијана.

## Демографија
По попису из 2010. године број становника је 725, што је 36 (-4,7%) становника мање него 2000. године.
| Група             | 2000.       | 2010.       |
| Белци             | 734 (96,5%) | 704 (97,1%) |
| Афроамериканци    | 0 (0,0%)    | 4 (0,6%)    |
| Азијати           | 2 (0,3%)    | 0 (0,0%)    |
| Хиспаноамериканци | 16 (2,1%)   | 14 (1,9%)   |
| Укупно            | 761         | 725         |